# Тодор Стоянов (журналист)
Вижте пояснителната страница за други личности с името Тодор Стоянов.
Тодор Стоянов Тодоров е български журналист и политик от БКП.

## Биография
Роден е на 25 април 1926 г. в пловдивското село Розовец. През 1943 г. става член на РМС, а от 1949 г. на БКП. След 9 септември 1944 г. е член на Ленинския районен комитет на БКП в София, както и на Градския комитет в София. От 1948 г. работи в редакцията на в. „Народна младеж“. По-късно е главен редактор на сп. „Младеж“. През 1962 г. започва работа в БТА като главен редактор, а след това е кореспондент в Куба. Бил е директор на Българското радио и генерален директор на радиото и телевизията. През 1971 г. е назначен за председател на Комитета за телевизия и радио при Министерския съвет. От 25 април 1971 до 27 януари 1976 г. е кандидат-член на ЦК на БКП.